# Едесхајм
Едесхајм (њем. Edesheim) општина је у њемачкој савезној држави Рајна-Палатинат. Једно је од 74 општинска средишта округа Зидлихе Вајнштрасе. Према процјени из 2010. у општини је живјело 2.279 становника. Посједује регионалну шифру (AGS) 7337021.

## Географски и демографски подаци
Едесхајм се налази у савезној држави Рајна-Палатинат у округу Зидлихе Вајнштрасе. Општина се налази на надморској висини од 151 метра. Површина општине износи 16,3 km². У самом мјесту је, према процјени из 2010. године, живјело 2.279 становника. Просјечна густина становништва износи 140 становника/km².